# 구레 기지
구레 기지(呉基地 구레 키치[*], 영어: JMSDF Kure Naval Base)는 일본 히로시마현 구레시에 있는 해상자위대의 기지이다.

## 주둔부대
- 구레 지방대 총감부
  - 구레경무대
  - 구레시스템통신대
  - 구레경비대
  - 구레조수조급소 (造修補給所)
  - 구레기지업무대
  - 구레위생대
  - 구레교육대
  - 구레음악대
- 제4호위대군 사령부
  - 제4호위대
- 연습함대 사령부
  - 제1연습대
- 소해대군
  - 제3소해대
  - 제101소해대
- 제1수송대

쇼와 지구 - 구레시 쇼와정
- 잠수함대
  - 제1잠수대군 사령부
    - 구레잠수대 기지대

  - 제1연습잠수대
  - 잠수함교육훈련대
- 해상훈련지도대군
  - 구레해상훈련지도대
- 소해대군 소해업무지원대
  - 구레소해업무지원분견대
- 소해업무대잠지원군
  - 제1음향측정대
- 자위대 구레 병원

요시우라 지구 - 구레시 요시우라정 乙廻
- 구레조수조급소 저유소

## 같이 보기
- 구레 해군공창
- 구레 진수부
- 구레 해사 역사 과학관
- 해상자위대의 시설 목록